# Чінча (річка)
Чінча (словац. Činča) — річка; ліва притока Сланої, протікає в окрузі Ревуця.
Довжина приблизно 9,8-13,2 км. Витік знаходиться в масиві Бодвянські пагорби — на висоті приблизно 310 метрів.
Протікає територією  міста Торналя.. Впадає в Слану на висоті приблизно 175 метрів.